# Zrcadla
Zrcadla jsou páté studiové album české rockové skupiny Synkopy. Vydáno bylo ve vydavatelství Panton v roce 1986 s katalogovým číslem 8113 0587. Oproti předchozím projektům Sluneční hodiny a Křídlení byla Zrcadla koncipována jako písničkový projekt.
Na CD bylo album Zrcadla vydáno v roce 2000 ve vydavatelství Sony Music/Bonton v rámci kompilace Zrcadla/Dlouhá noc.

## Seznam skladeb
Texty napsal(i) Pavel Vrba.
| Strana 1 | Strana 1              | Strana 1          | Strana 1 |
| Pořadí   | Název                 | Hudba             | Délka    |
| -------- | --------------------- | ----------------- | -------- |
| 1.       | Zrcadla               | Veselý, Makovský  | 2:32     |
| 2.       | Kšíry                 | Makovský          | 2:14     |
| 3.       | Malá dívka s čelenkou | Veselý            | 3:14     |
| 4.       | Už se perem           | Majtner           | 3:28     |
| 5.       | Láskovej mučedník     | Makovský          | 3:43     |
| 6.       | Blues pro můj den     | Veselý            | 3:44     |
| 7.       | Poznám                | Makovský, Majtner | 2:44     |

| Strana 2       | Strana 2             | Strana 2          | Strana 2 |
| Pořadí         | Název                | Hudba             | Délka    |
| -------------- | -------------------- | ----------------- | -------- |
| 1.             | Průměrný             | Veselý            | 3:04     |
| 2.             | Co po tobě zbylo     | Makovský          | 3:07     |
| 3.             | Ztráty a nálezy      | Veselý            | 3:15     |
| 4.             | Ten můj svět se mění | Majtner           | 3:55     |
| 5.             | Chytal bych v žitě   | Makovský, Majtner | 3:47     |
| 6.             | Hra s pamětí         | Veselý            | 4:02     |
| Celková délka: | Celková délka:       | Celková délka:    | 43:38    |

## Obsazení
- Synkopy
  - Oldřich Veselý – syntezátory, zpěv
  - Pavel Pokorný – syntezátory, zpěv
  - Miloš Makovský – kytary
  - Vilém Majtner – baskytara, kytara, zpěv
  - Jiří Rybář – bicí, zpěv